# Hüzeyfe Doğan
Hüzeyfe Doğan (* 1. Januar 1981 in Karakoçan, Türkei) ist ein deutsch-türkischer Fußballtrainer und ehemaliger -spieler.

## Karriere als Spieler

### Im Verein
Der türkischstämmige Doğan begann in Bonn beim 1. FC Ringsdorff-Godesberg mit dem Fußballspielen. Von dort ging er 1991 in die Jugend des Bonner SC und 1997 weiter zu Bayer 04 Leverkusen. Bei Bayer schaffte er den Sprung in die Männermannschaft, wurde allerdings überwiegend im Reserveteam eingesetzt und bestritt für dieses 59 Partien in der Regionalliga Nord (in denen ihm sechs Tore gelangen) sowie 33 Oberligaspiele (neun Tore). Im Jahr 2001 war er für Deutschland Teilnehmer an der Junioren-Fußballweltmeisterschaft 2001. Als die erste Mannschaft von Bayer 04 in der Bundesliga-Saison 2002/03 jedoch vermehrt in Abstiegsgefahr geriet und Spieler für die Bundesligapartien geschont werden sollten, kam Doğan in der Champions League gegen Manchester United und den FC Barcelona zu seinem Pflichtspieldebüt für die A-Mannschaft.
Danach wechselte Doğan zurück in seine Heimat zum türkischen Erstligisten MKE Ankaragücü, wo er ebenfalls nur wenig Einsatzzeit bekam. Darüber hinaus bekam er nur unregelmäßig sein Gehalt und erlebte sechs verschiedene Trainer in nur zwei Jahren. Daraufhin verließ er den Verein wieder und schloss sich dem SC Paderborn 07 an. Zur Saison 2007/08 wechselte er zum Wuppertaler SV Borussia, ein Jahr später unterschrieb der Mittelfeldspieler einen Vertrag beim 1. FC Union Berlin, mit dem er 2009 in die zweite Bundesliga aufstieg. Sein Vertrag bei den Berlinern wurde nach der Saison 2009/10 jedoch nicht verlängert. Im September 2010 schloss er sich dem Regionalligisten Preußen Münster an. Für Preußen Münster bestritt er 18 Regionalligaspiele und erzielte zwei Tore.
In der Saison 2011/12 spielte er für den türkischen Zweitligisten Denizlispor. Bereits nach einer Spielzeit verließ Doğan Denizlispor und wechselte zum türkischen Drittligisten Yeni Malatyaspor. 2013 kehrte er nach Deutschland zurück und schloss sich der SSVg Velbert an, mit der er jedoch den Klassenerhalt in der Regionalliga 2013/14 als Tabellenletzter deutlich verpasste. Ein Jahr später kehrte er mit Velbert in die Regionalliga zurück, Doğan hatte dabei 19 Oberligatore erzielt. In der Regionalligaspielzeit 2015/16 folgte der erneute Abstieg und er verließ den Verein.

### Nationalmannschaft
Doğan bestritt 2000 ein U-19-Spiel für die Türkei. Mit der U-20-Nationalmannschaft von Deutschland nahm er an der Junioren-Weltmeisterschaft 2001 teil. Er wurde im ersten Vorrundenspiel Deutschlands gegen Brasilien eingewechselt und stand im zweiten Vorrundenspiel gegen Kanada in der Startelf.

## Karriere als Trainer
Doğan kehrte im Juni 2016 nach Velbert zurück und übernahm dort das Amt des Spielertrainers in der zweiten Mannschaft der SSVg Velbert. Im April 2018 wechselte er zum Landesliga-Aufsteiger TVD Velbert. Mit den Dalbecksbäumer konnte er 2 Aufstiege feiern. Im Sommer 2020 endete sein Engagement.
Am 23. September 2022 gab der Wuppertaler SV die Verpflichtung Doğans als neuen Cheftrainer bekannt.

## Privat
Doğan ist verheiratet und hat zwei Kinder. Aufgrund seines für den deutschen Sprachgebrauch relativ schwierigen Vornamens wird er seit seiner Zeit beim Bonner SC auch „Yussuf“ genannt.